# Marlena Gola
Marlena Gola (8 de junio de 1998) es una deportista de Polonia que compite en atletismo. Ganó una medalla de bronce en el Campeonato Europeo de Atletismo Sub-23 de 2019, en la prueba de 4 × 100 m.